# Club Baloncesto Getafe
El Club Baloncesto Getafe es un club de baloncesto español con sede en la ciudad de Getafe (Madrid) que cuenta con una de las mayores canteras de la Comunidad de Madrid y de la zona sur. Cuenta con equipos tanto masculinos como femeninos en todas las categorías de cantera, desde benjamín hasta júnior, compitiendo todos ellos en la Federación de Baloncesto de Madrid. Además, cuenta con un primer equipo masculino en la categoría Nacional y uno femenino en 1.ª Autonómica. 
Además, de la mano del Club Baloncesto Getafe se impulsaron las Escuelas Municipales en Getafe y se creó la Liga Municipal para la competición de todos estos equipos en el propio municipio. 

## Historia
Creado en 2014, es un ambicioso proyecto deportivo que nació bajo el auspicio de la Fundación Incorpora y que aglutinó a dos de los clubes de la ciudad (Getafe Beta y Pool Getafe) dando lugar a otro nuevo llamado a convertirse en uno de los referentes baloncestísticos de la zona sur de Madrid .
El gerente de la Fundación, Enrique Carrero, fue uno de los principales artífices de esta iniciativa, y contó con la colaboración de dos internacionales como el exjugador Iñaki de Miguel, que ejerce funciones de director técnico, y el actual jugador del Real Madrid y de la selección española Felipe Reyes, más involucrado en cuestiones de imagen y relaciones externas del club.
Un Club Baloncesto Getafe “que nace con varios pilares básicos: no vamos a desdeñar la excelencia y trataremos de tener los mejores equipos, pero con jugadores de la zona, de nuestra cantera, y le prestaremos especial atención al apartado social con mucha incidencia en potenciar las ligas municipales y nuestras escuelas formativas, que han pasado en un año de 50 a cerca de 300 niños. Todo el mundo tendrá cabida en este proyecto”, recalcó Enrique Carrero en 2014.
La creación de esta nueva entidad no supuso ningún quebranto para otros clubes deportivos de la ciudad, ya que no se quiso ser ningún agente devorador sino un complemento para los demás y una nueva oferta deportiva para el municipio. Es un proyecto de cantera que nació a nivel del Baloncesto Fuenlabrada y solo por debajo de Club Baloncesto Estudiantes, con aspiraciones de crecer cada temporada. 
Felipe Reyes es la bandera del proyecto y presidente de honor del Club Baloncesto Getafe. La presencia de Felipe Reyes, jugador del Real Madrid Baloncesto y patrono de la Fundación Incorpora, es uno de los grandes alicientes del proyecto. Se ha volcado con el proyecto de manera desinteresada y desde el primer momento lo apoyó. Ha hecho de bandera de este proyecto y ha ayudado a abrir muchas puertas pese a que todavía sigue siendo jugador en activo.
El club, además, cuenta con dos pabellones anexos dado el volumen de jugadores que se maneja, y no hay nada mejor que estén todos dentro de un mismo recinto, se vean y conozcan. El pabellón Juan de la Cierva y el anexo Felipe Reyes están a disposición del Club Baloncesto Getafe, coordinado junto con la Concejalía de Deportes del municipio. Como es obvio es un lujo poder contar con dos pabellones de estas características que permiten reagrupar el baloncesto de Getafe y organizar actividades en torno al deporte de la canastas.  
Gracias a esta cercanía entre pabellones dentro del Complejo Deportivo Juan de la Cierva, también se han realizado numerosos Campus Gigantes  tanto de invierno como de verano, que son un éxito y referentes en el municipio año tras año.

## Denominaciones
- CB Getafe: 2014-2015 (Cantera y LEB PLATA)
- Viten Getafe: 2015-2016 (Cantera y LEB PLATA)
- CB Getafe: 2016 - Actualmente (Cantera)

## Trayectoria del CB Getafe en Competición FEB
| Temporada | Nivel | División  | Pos. | Resultado        | LR    | PO  | Copa | Copa |
| --------- | ----- | --------- | ---- | ---------------- | ----- | --- | ---- | ---- |
| 2014–15   | 3     | LEB Plata | 8    | Cuartos de Final | 15-13 | 0-2 | –    | –    |
| 2015–16   | 3     | LEB Plata | 14   | Desciende        |       | –   | –    | –    |

## Jugadores destacados en su etapa LEB Plata
| - Jon Ander Aramburu - Carlos Bellas - Walter Júnior Cabral - Sergio Martínez Fernández - Rubén Pérez Yanes - Rolands Šmits - Boubacar Moungoro - Samuel Deguara |  | - Ayodele Coker - Volodymyr Gerun - Aaron Toomey - José Víctor Ferreira Jerônimo - Nick Spires - Sebas Mbansogo - El Hadji Ndieguene - Maxi Solé |

## Competición CB GETAFE en FBM
Temporada 2020-2021
- Benjamín 2.º año Femenino
- Benjamín 2.º año Masculino
- Alevín 1.º Femenino
- Alevín 1.º Masculino
- Alevín 2.º Femenino
- Alevín 2.º Masculino
- Preinfantil Femenino
- Preinfantil Masculino
- Infantil Especial Femenino
- Infantil Femenino Federado
- Infantil Especial Masculino
- Infantil Masculino Federado
- Cadete Especial Femenino
- Cadete Femenino Federado
- Cadete Especial Masculino
- Cadete Masculino Federado
- Júnior Femenino Federado
- Júnior Especial Masculino
- Júnior Masculino Federado
- Sub-22 Plata Masculino
- Sub-22 Oro Masculino
- 2.ª Autonómica Femenino
- 1.ª Autonómica Femenino
- Nacional Masculino